# Andrew Wyeth
Andrew Newell Wyeth (pron. ˈwаɪɛθ) (Chadds Ford, 12 luglio 1917 – Chadds Ford, 16 gennaio 2009) è stato un artista visuale statunitense, soprattutto noto come pittore realista.

## Biografia
È stato uno dei più noti artisti americani del XX secolo, talvolta indicato con l'appellativo di "pittore della gente" a causa della sua popolarità tra il pubblico americano. Era figlio del pittore e illustratore Newell Convers Wyeth e di Carolyn Bockius e fratello degli artisti Henriette, Carolyn, Ann e dell'inventore Nathaniel. Nel 1940 sposò Betsy James, che aveva incontrato nel 1939 nel Maine, la quale ebbe un'influenza su Andrew altrettanto forte che quella del padre, giocando un importante ruolo sulla sua carriera. Una volta ella affermò: «Io sono un regista ed avevo il più grande attore del mondo».
Nelle sue opere i soggetti principali sono il paesaggio e la gente della sua terra natale, Chadds Ford in Pennsylvania, e della cittadina di Cushing nel Maine, dove risiedeva d'estate e dov'è ambientato Christina's World, il suo dipinto più noto. Realizzato nel 1948 in stile realista, il quadro è ispirato alla figura di Christina Olson, una donna che abitava nei pressi della casa di Wyeth e che non era in grado di camminare sin dall'infanzia a causa di una poliomielite spinale. Nel 1963 Wyeth ricevette la Medaglia presidenziale della libertà dal Presidente Kennedy, primo pittore a ricevere la prestigiosa onorificenza.